# Brendan Schaub
Pour les articles homonymes, voir Schaub.
Brendan Schaub, né le 18 mars 1983 à Aurora dans le Colorado, est un ancien pratiquant américain d'arts martiaux mixtes (MMA). Il était en concurrence dans la division des poids lourds de l'Ultimate Fighting Championship.
Il est aussi ceinture violette de jiu-jitsu brésilien.
Il a disputé 11 affrontements à l’UFC  pour 6 victoires et 5 défaites
(dont un combat qui était la finale de l’émission "The Ultimate Fighter").

Aujourd'hui Brendan Schaub est humouriste et co-animateur de deux podcast.("The Fighter and the kid" lancé en 2013 et le podcast "hors limite").
Brendan Schaub fait aujourd'hui polémique à cause ces avis controversés et de ces querelles avec différents combattants comme Henry Cejudo, Michael Bisping, Nate Diaz...Et il est souvent critiqué à cause de ses performances en carrière qui sont jugés mauvaises par beaucoup de membres de la communauté en MMA.

## Parcours en arts martiaux mixtes

### Ultimate Fighting Championship
Brendan Schaub est d'abord programmé face à Matt Mitrione pour l'UFC on FOX 8. Mais Matt Mitrione se blesse et le combat est alors reporté à un autre évènement.
Les deux hommes se rencontrent finalement lors de l'UFC 165, à Toronto, le 21 septembre 2013. Brendan Schaub conclut ce match dès le premier round en soumettant son adversaire par d'arce choke. C'est d'ailleurs la première fois dans son parcours qu'il remporte un combat par soumission.

## Palmarès en arts martiaux mixtes
| 15 combats     | 10 victoires | 5 défaites |
| Par KO         | 7            | 4          |
| Par soumission | 1            | 0          |
| Sur décision   | 2            | 1          |

| Résultat | Record | Adversaire               | Méthode                   | Événement                                 | Date              | Round | Temps | Lieu                                    | Notes                                                   |
| -------- | ------ | ------------------------ | ------------------------- | ----------------------------------------- | ----------------- | ----- | ----- | --------------------------------------- | ------------------------------------------------------- |
| Défaite  | 10-5   | Travis Browne            | TKO (coups de poing)      | UFC 181: Hendricks vs. Lawler II          | 6 décembre 2014   | 1     | 4:50  | Las Vegas, Nevada, États-Unis           |                                                         |
| Défaite  | 10-4   | Andrei Arlovski          | Décision partagée         | UFC 174: Johnson vs. Bagautinov           | 14 juin 2014      | 3     | 5:00  | Vancouver, Colombie-Britannique, Canada |                                                         |
| Victoire | 10-3   | Matt Mitrione            | Soumission (D'Arce Choke) | UFC 165: Jones vs. Gustafsson             | 21 septembre 2013 | 1     | 4:06  | Toronto, Ontario, Canada                |                                                         |
| Victoire | 9-3    | Lavar Johnson            | Décision unanime          | UFC 157: Rousey vs. Carmouche             | 23 février 2013   | 3     | 5:00  | Anaheim, Californie, États-Unis         |                                                         |
| Défaite  | 8-3    | Ben Rothwell             | KO (coups de poing)       | UFC 145: Jones vs. Evans                  | 21 avril 2012     | 1     | 1:10  | Atlanta, Géorgie, États-Unis            |                                                         |
| Défaite  | 8-2    | Antônio Rodrigo Nogueira | KO (coups de poing)       | UFC 134: Silva vs. Okami                  | 27 août 2011      | 1     | 3:09  | Rio de Janeiro, Brésil                  |                                                         |
| Victoire | 8-1    | Mirko Filipović          | KO (coup de poing)        | UFC 128: Shogun vs. Jones                 | 19 mars 2011      | 3     | 3:44  | Newark, New Jersey, États-Unis          | KO de la soirée                                         |
| Victoire | 7-1    | Gabriel Gonzaga          | Décision unanime          | UFC 121: Lesnar vs. Velasquez             | 23 octobre 2010   | 3     | 5:00  | Anaheim, Californie, États-Unis         |                                                         |
| Victoire | 6-1    | Chris Tuchscherer        | TKO (coups de poing)      | UFC 116: Lesnar vs. Carwin                | 3 juillet 2010    | 1     | 1:07  | Las Vegas, Nevada, États-Unis           |                                                         |
| Victoire | 5-1    | Chase Gormley            | TKO (coups de poing)      | UFC Live: Vera vs. Jones                  | 21 mars 2010      | 1     | 0:47  | Broomfield, Colorado, États-Unis        |                                                         |
| Défaite  | 4-1    | Roy Nelson               | KO (coup de poing)        | The Ultimate Fighter: Heavyweights Finale | 5 décembre 2009   | 1     | 3:45  | Las Vegas, Nevada, États-Unis           | Perd la finale de la saison 10 de The Ultimate Fighter. |
| Victoire | 4-0    | Bojan Spalevic           | TKO (coups de poing)      | ROF 34: Judgment Day                      | 12 avril 2009     | 1     | 0:52  | Broomfield, Colorado, États-Unis        |                                                         |
| Victoire | 3-0    | Alex Rozman              | TKO (coups de poing)      | ROF 33: Adrenaline                        | 10 janvier 2009   | 1     | 1:27  | Broomfield, Colorado, États-Unis        |                                                         |
| Victoire | 2-0    | Johnny Curtis            | TKO (blessure au genou)   | UWC 4: Confrontation                      | 11 octobre 2008   | 1     | 1:07  | Fairfax, Virgine, États-Unis            |                                                         |
| Victoire | 1-0    | Jay Lester               | TKO (coups de poing)      | ROF 32: Respect                           | 13 juin 2008      | 1     | 0:30  | Broomfield, Colorado, États-Unis        |                                                         |